# 孔昭显
孔昭显（？—？），字瑞堂，號一峯，山东曲阜人，孔子七十一代孫，屬大宗戶，清朝政治人物，同进士出身。
嘉慶十九年（1814年）登甲戌進士。道光十九年（1839年）接替周恭寿任青浦县知县一职，次年由钱燕桂接任。